# 萧恺
萧恺（506年—549年），南兰陵郡人，中国南北朝南朝梁文学家，萧子恪弟弟萧子显次子。
萧恺年青时有文名。初为国子生，对策高第，南徐州举秀才。初任秘书郎，转任太子中舍人、王府主簿、太子洗马。萧恺博学善于文章，才学为时人称誉，称有父之风。萧纲为太子时，常引见萧恺。一次饯送谢嘏出守建安太守，众文士赋诗。萧恺先写成，文辞又美，萧纲称赞“后进有萧恺可称”。太学博士顾野王奉敕撰写《玉篇》，太子嫌其书详略未当，令萧恺与学士删改。萧恺父死服丧去职，起复太子洗马，后升中书舍人。官至宣城王文学、中书郎、太子家令，又掌管记，转任吏部郎、御史中丞。侯景之乱时，萧恺转任侍中，卒于建康城内。有文集行于世，已佚。